# Vanțina, Soroca
Vanțina este un sat din cadrul comunei Pîrlița din raionul Soroca, Republica Moldova.

## Demografie
Conform recensământului populației din 2004, satul Vanțina avea 306 locuitori, toți moldoveni/români.